# Ратко Младич
Ратко Младич (на сръбски: Ратко Младић; р. 12 март 1942 г. в Божановичи, Босна и Херцеговина), е началник-щаб на армията на Република Сръбска (Босненската сръбска армия) по време на войната в Босна през 1992 – 1995 г. През 1996 г. Младич, заедно с няколко други сръбски водачи, е обвинен от Международния наказателен трибунал в Хага за бивша Югославия в извършване на военни престъпления, геноцид и престъпления срещу човечеството. Като висш генерал, той е обвинен, че е отговорен за обсадата на Сараево през 1992 – 1995 г., както и за клането в Сребреница. Той е в неизвестност близо шестнайсет години, до 26 май 2011 година, когато е арестуван от сръбската полиция в г. Лазарево, Сърбия.
Дългогодишен член на Югославската комунистическа партия, той започва своята военна кариера в Югославската народна армия през 1965 г. и има посредствено представяне до избухването на Югославските войни през 1991 г.

## Биография
Младич е роден в Божановичи на 12 март 1942 г. в тогавашната Независима хърватска държава. Баща му Нечо е партизанин, убит от усташите през пролетта на 1945 г. Ратко иска да стане учител като малък, на 11 години иска да стане хирург и накрая започва военна кариера.
Записва се във Военно-промишленото училище в Земун през 1961 г., след това постъпва във Военната академия и накрая завършва Офицерската академия с отличен успех. Когато завършва през 1965 г., първото му назначение е в Скопие, където е най-младият офицер в поделението, което командва. Започвайки като младши лейтенант, Младич се доказва като способен офицер, като първо командва взвод, после батальон, бригада и през 1989 г. е повишен в началник-отдел „Бойна подготовка“ в Трети военен окръг.
През юни 1991 г. Младич е назначен за заместник-началник на прищинския корпус в Косово, където преобладават етническите албанци. След промяната в обстановката в Хърватия е преместен в Книн. Там поема функциите на командир на 9-и корпус на Югославската народна армия по време на боевете между ЮНА и хърватската армия. На 2 май 1992 г. Младич и неговите генерали блокират Сараево и установяват контрол върху движението, електрозахранването и водоснабдяването за града. Така се поставя началото на 4-годишната обсада на Сараево, най-дългата в историята на съвременното военно дело. На 10 май Младич поема ролята на началник-щаб на Втори военен окръг на ЮНА в Сараево.
На 12 май 1992 г. Босненският сръбски парламент гласува за създаването на Армия на сръбската република (ВРС). Тогава Ратко Младич е назначен за командир на главните сили на ВРС и той заема този пост до декември 1996 г. На 24 юни 1994 г. Младич е повишен в звание генерал-полковник и поема ръководството на около 80 000 души.
През юли 1995 г. войската на Младич завзема определените от ООН като „безопасни зони“ Сребреница и Жепа. Преди това НАТО отправя въздушни атаки срещу войниците на Младич, за да наложат съгласие с ултиматума на ООН за премахване на тежките оръжия от района на Сараево. В Сребреница над 40 000 босненски мюсюлмани са прогонени, 8100 са убити, вероятно по заповед на Младич.
Международният наказателен трибунал за бивша Югославия на 25 юли 1995 г. му повдигна обвинение за геноцид, престъпления срещу човечеството и нарушения на законите и обичаите за водене на война заради преследване, убийства, депортация и нехуманни действия, терор и задържане на заложници.
На 8 ноември 1996 г. президентката на босненската сръбска република Биляна Плавшич отстранява Младич от неговия пост и той остава в неизвестност. Младич продължава да получава пенсия като запасен офицер до ноември 2005 г., когато тя е спряна под натиска на западните страни и Международния трибунал.
На 26 май 2011 г. Ратко Младич е арестуван от сръбската полиция в къщата на свой братовчед в село Лозарево. Сръбските власти задействат процедура по екстрадиция от Сърбия, която получава одобрението на цял свят. В Белград това предизвиква бурни реакции сред националистите, подкрепящи Младич. Няколко дни по-късно е предаден за съдене на Международния наказателен съд в Хага.
На 22 ноември 2017 г. Ратко Младич е осъден от Международния наказателен трибунал за бивша Югославия в Хага на доживотен затвор по десет обвинения за престъпления, сред които геноцид, военни престъпления и престъпления срещу човечеството, извършени по време на военния конфликт в бивша Югославия през 1992 – 1995 г.